# Gendereh
Gendereh is een bestuurslaag in het regentschap Sumedang van de provincie West-Java, Indonesië. Gendereh telt 1997 inwoners (volkstelling 2010).